# Czy te oczy mogą kłamać (album)
Czy te oczy mogą kłamać – album zespołu Raz, Dwa, Trzy wydany w 2002 roku nakładem wytwórni Warner Music Poland. Płyta składa się w całości z piosenek autorstwa Agnieszki Osieckiej. Nagranie zarejestrowano 9 marca 2002 podczas koncertu w Studiu Koncertowym im. Agnieszki Osieckiej w Radiowej Trójce.
Nagrania uzyskały certyfikat platynowej płyty.

## Lista utworów
1. „Miasteczko Bełz” – 06:14
2. „Ballada dla okruszka” – 04:06
3. Zapowiedź – 00:42
4. „Uroda” – 04:49
5. „Nim wstanie dzień – ballada z filmu Prawo i pięść” – 04:20
6. „Oczy tej małej” – 05:50
7. „Czy te oczy mogą kłamać” – 07:19
8. „Uciekaj moje serce – z serialu tv Jan Serce” – 04:10
9. „Wielka woda” – 05:55
10. Zapowiedź – 00:12
11. „Piosenka o okularnikach” – 03:42
12. „Kiedy mnie już nie będzie” – 07:03
13. Zapowiedź – 00:40
14. „Gaj” – 07:23
15. Zapowiedź – 00:32
16. „Niech żyje bal” – 02:20

## Twórcy
- Mirosław Kowalik – gitara basowa
- Adam Nowak – gitara akustyczna, gitara klasyczna, śpiew
- Jacek Olejarz – perkusja
- Grzegorz Szwałek – akordeon, pianino
- Jarosław Treliński – gitara akustyczna, gitara klasyczna, gitara

### Gościnnie
- Thomas Celis Sanchez – instrumenty perkusyjne
- Hanna Śleszyńska – śpiew